# Арена ЦСКА
ВЕБ Арена или Арена ЦСКА је фудбалски стадион у Москви на коме своје утакмице игра ЦСКА Москва. 
Изградња стадиона почела је 2007. године и неколико пута је обустављана а највећа пауза је трајала 16 месеци (између 2009. и 2011. године).
Капацитет је 30 000 гледалаца. Део стадиона је и небодер који својим изгледом треба да подсећа на трофеј УЕФА купа,  који је  ЦСКА освојио победом против Спортинга из Лисабона 2005. године. Званично отварање је било 10. септембра 2016. године.